# Kermit (informatica)
Kermit è un protocollo per il trasferimento di file creato dalla Columbia University nel 1981. Prende il nome da Kermit la rana.
Il principale software per Kermit, C-Kermit, dalla versione 9.0 è disponibile sotto licenza BSD.